# Роза Петерса

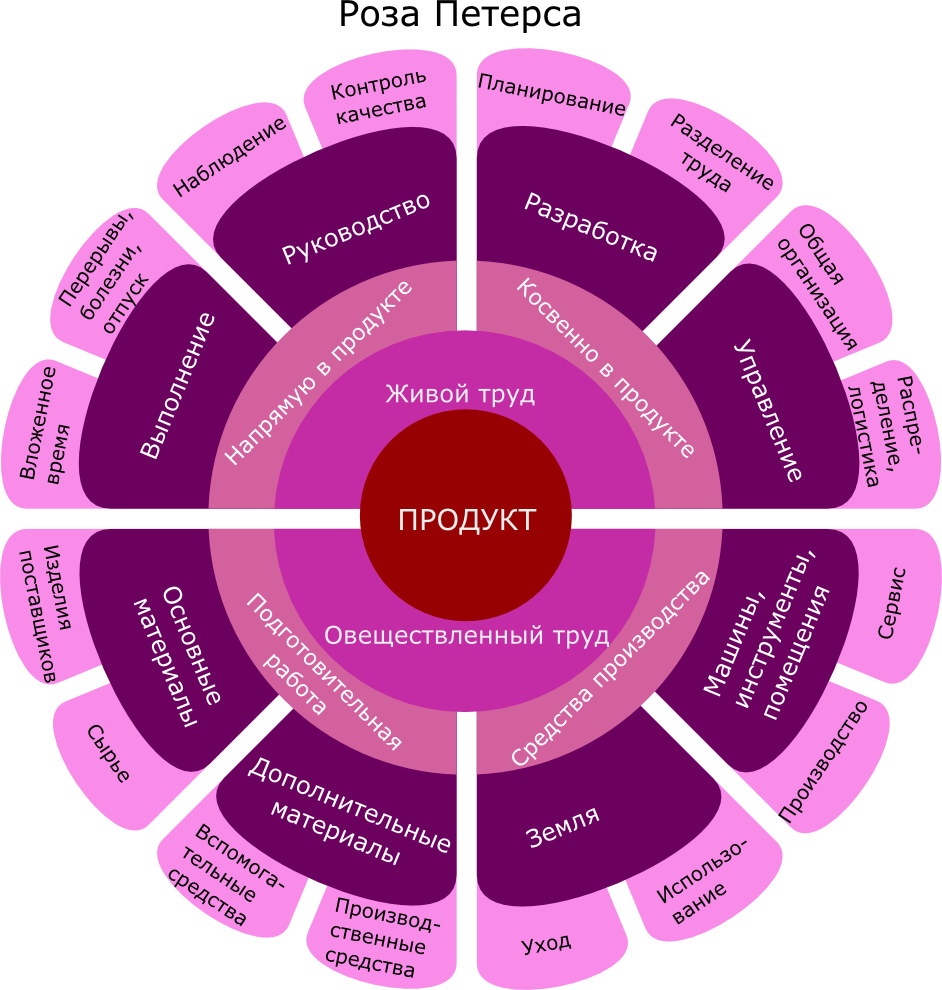
Роза Петерса

«Роза Петерса» — понятие, обозначающее предложенную Арно Петерсом графическую матрицу для вычисления точной стоимости какого-либо продукта или услуги. Вычисление базируется на общесоциальном трудовом времени, вкладываемом во все необходимые затраты, которые возникают в процессе производства продукта или услуги.
Концепт розы Петерса был им разработан в рамках его теории эквивалентной экономики, в которой обмен товарами и услугами, в отличие от рыночной экономики и её цен на товары, происходит исключительно на базе суммарно потраченного трудового времени.

## Описание
В центре матрицы находится «продукт», под которым понимается конечный результат труда. Это может быть как конечная индустриальная продукция (обувь, трактор, компьютер), так и услуга, оказанная в сфере обслуживания (консультирование у юриста или врача, работа парикмахера или полицейского). Сюда же относятся изделия из аграрного, рыбного или животноводческого секторов (картофель, рыба, мясо). Любая общеполезная деятельность является продуктом труда.
В матрице Петерса, полная стоимость продукта складывается из стоимости времени труда, затраченного на продукт напрямую живыми людьми (живая работа) и из стоимости времени овеществленной работы, уже заранее вложенной в средства производства. Эти две категории разветвляются на различные сектора и подсектора, входящие в первые две категории. Таким образом осуществляется подсчет суммарного трудового времени, вложенного в какой-либо продукт или услугу, и тем самым их общая стоимость, выраженная в единицах трудового времени.
Согласно матрице Петерса, стоимость работы 1 часа футболиста (получающего в рамках рыночной экономики миллионы долларов за этот час) равна 1 часу труда пекаря и также соответствует 1 часу работы программиста. Стоимость же их конечного продукта (соответственно игра в футбол, булка хлеба, программное обеспечение) зависит от общего времени, вложенного в данный продукт или услугу всеми участниками производственного процесса.

## Применение
Подсчет стоимости продукта с помощью матрицы Петерса демонстрирует условный пример (время труда для отдельных компонентов иллюстрационное, выдуманное):
Сколько стоит чашка кофе с молоком?
1. 10 граммов кофе — 10 минут
2. 40 мл молока — 15 минут
3. 1 кусочек сахара — 1 минута
4. обслуживание официанта — 5 минут
5. ложка — 5 минут
6. чашка — 25 минут

Итого, общая затрата времени всех участников производства одной чашки кофе с молоком равна 61 минуте. Учитывая массовое индустриальное производство и перманентное усовершенствование технологий производства, общая стоимость затраченного труда на производство одной чашки кофе с молоком может равняться и 53 минутам, и 2 минутам 20 секундам (2 минуты на труд официанта и 20 секунд на общее производство компонентов).
Реальный процесс вычисления общей стоимости в единицах времени вложенного труда всех участников процесса производства гораздо сложнее. Чтобы подсчитать общую стоимость одних лишь 10 граммов кофе, нужно знать затраченное время, к примеру, эфиопских рабочих с учётом времени, затраченного на изготовление средств производства, на обработку земли, на сапоги, на кофейные зерна, на обжаривание кофейных зерен, на организационную работу по расфасовке и доставке кофе и т. д.
Матрица Петерса дает общие параметры вычисления стоимости продукта, но каждый из параметров должен в свою очередь отдельно быть подсчитанным, чтобы можно было внести его в матрицу Петерса. Для вычисления отдельного параметра применяется матрица Петерса уже на этом, меньшем уровне специально для подсчета стоимости этого отдельного параметра стоимости.
Таким образом, назначение матрицы Петерса в том, чтобы автоматизировать подсчет стоимости продукта, создав предварительно такие матрицы на всех уровнях возникновения стоимости. К примеру, для вычисления стоимости обеспечения электричеством или зерном на уровне всего государства, в матрицу Петерса загружаются данные, взятые с матриц Петерса регионального уровня и т. д. То же и на глобальном уровне.

## Значимость
По мнению Хайнца Дитериха, в связи с его концептом «Социализма 21 века» применение розы Петерса является новым проектом социалистического государства по замене наёмного труда коллективным, вследствие чего производство товаров (продуктов, предназначенных для сбыта на рынке с целью получения прибыли) должно постепенно исчезнуть. Вместе с этим исчезают отличия социальных классов, их взаимная борьба, исчезают также и различия между умственной и ручной работой и противостояние города и деревни.